# Округ Риверсајд
Округ Риверсајд (енгл. Riverside County) округ је у јужном делу савезне државе Калифорнија, САД. Седиште округа је град Риверсајд, по којем је округ и добио име. Формиран је 9. маја 1893. из делова Округа Сан Дијего и Сан Бернардино.
Према попису из 2010, округ је имао 2.189.641 становника, што га чини четвртим најнасељенијим округом у Калифорнији (иза Округа Лос Анђелес, Округа Сан Дијего и Округа Оранџ). Граничи се са Округом Оринџ на западу, Округом Сан Бернардино на северу, Округом Сан Дијего на југозападу, Округом Империјал на југоистоку и Округом Ла Паз у Аризони на истоку.
У округу се налази неколико познатих градића-одмаралишта као што су Палм Спрингс, Индијан Велс, Палм Дезерт и Дезерт Хот Спрингс.

## Највећи градови
| Град        | Бр. становника (2010) |  |
| ----------- | --------------------- |  |
| Риверсајд   | 303.871               |  |
| Морено Вали | 186.365               |  |
| Корона      | 152.374               |  |
| Мјуријета   | 103.466               |  |
| Темекјула   | 100.097               |  |